# 下顎前突症
下顎前突症（かがくぜんとつしょう、英：mandibular prognathism、Prognathism） とは、歯科における不正咬合の一形態。噛み合わせたときに下あごにある歯全体が上あごにある歯全体より前方に突出していることをいう。受け口、しゃくれ、反対咬合ともいう。見た目上の特徴としては、下唇が上唇よりも明らかに前にある。
通常、下顎前突症は不正咬合分類によると第一大臼歯の咬合関係は、下顎大臼歯が上顎大臼歯に対して相対的に前方（近心）に位置しているIII級（クラスIII）を呈する。

## 疫学
下顎前突症は欧米人に約1％程度現れる顎変形症である。下顎前突症は「ハプスブルク家の顎」とも呼ばれ、血族結婚の多いことで知られるオーストリア王家であるハプスブルク家に家族性の特徴としてみられ、骨格性下顎前突症は遺伝的な要因が大きく関与していることがうかがえる。
また、下顎前突症は下顎骨が手足の骨と同じ構造体で長管骨であることから、体格の良い一流スポーツ選手などに多い咬合形態でもある。

## 分類
歯性下顎前突症
上下大臼歯の咬合関係は近遠心的に正常なAngle不正咬合分類I級（クラスI）であるが、下顎切歯が上顎切歯よりも前方に位置する逆オーバージェット reverse overjet（前歯部反対咬合）を呈する。
骨格性下顎前突症
上下大臼歯の咬合関係は下顎大臼歯が上顎大臼歯に対して相対的に前方（近心）に位置しており、前歯部被蓋も逆オーバージェットを呈する。骨格性下顎前突症は下顎骨の過成長だけでなく、上顎骨の劣成長がある場合にも発症する。

## 原因

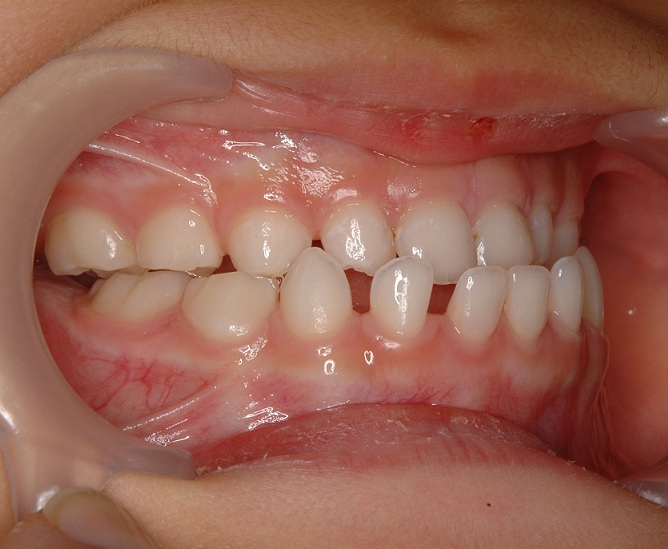
おしゃぶり誘発性のPFDS低位舌により下顎前突症を発症した3歳児

遺伝的要因、環境的要因、胎生期の発育障害、歯の発育障害、不適当な萌出誘導、口呼吸、舌癖（タングトラスト等）、睡眠態癖、おしゃぶり、低位舌など
骨格性下顎前突症（III級不正咬合）は下顎の姿勢位の異常を原因として生じることがある。下顎骨顆頭が関節窩から絶えず引き離されると成長が刺激されるからである。下顎の機能的な変化は歯の位置にのみ影響を与えるが、呼吸をするためや舌の大きさ、咽頭腔の大きさなどに合わせて下顎が一定の姿勢位をとり続ける場合、顎骨の大きさに影響を与える。下顎前突症は明らかに家系的および人種的傾向が認められ、遺伝的な顎骨の大きさの異常と関連している。

## 関連症状
審美障害、下顎運動障害（筋肉の不調和または疼痛）、口腔機能障害（咀嚼障害、嚥下障害、発語構音不全等）、顎関節症、不正咬合に関連のある歯周病およびう蝕。

## 治療
乳歯列期（3歳ごろ）から混合歯列期初期までの下顎前突症はムーシールドの適用となる。
永久歯列期の歯性下顎前突症は通常の固定式矯正装置や、機能的矯正装置でも比較的簡単に治療可能であるが、骨格性下顎前突症は外科的処置を伴う包括矯正歯科治療を考えなければならない。